# Han Andi
Andi foi um imperador chinês da dinastia Han Oriental e sobrinho de Hedi. Ele reinou de 106 a 125.